# Гай Воласена Север
Гай Воласена Север (на латински: Gaius Volasenna Severus) е сенатор на Римската империя през 1 век.
През ноември и декември 47 г. той е суфектконсул заедно с Гней Хозидий Гета.
Той е брат на Публий Воласена (консул 54 г.).